# Distrito de Plaisance (Seychelles)
Plaisance es un distrito administrativo perteneciente al país más pequeño de África, Seychelles. 
Este distrito, uno de los 25 en los que se divide Seychelles, posee una pequeñísima salida al mar, su clima es ecuatorial; es un destino turístico muy atractivo y, económicamente hablando, muy costoso.